# Малая Сосновка (река)
Малая Сосновка (в верховье устар. Правая Сосновка) — река в Саратовской области России. Устье реки находится в 19 км по правому берегу реки Латрык. Длина реки составляет 17 км, площадь водосборного бассейна 92,3 км².

## Данные водного реестра
По данным государственного водного реестра России относится к Донскому бассейновому округу, водохозяйственный участок реки — Медведица от истока до впадения реки Терса, речной подбассейн реки — Дон между впадением Хопра и Северского Донца. Речной бассейн реки — Дон (российская часть бассейна).
Код объекта в государственном водном реестре — 05010300112107000008511.